# Porcellionides argentinus
Porcellionides argentinus là một loài chân đều trong họ Porcellionidae. Loài này được Dollfus miêu tả khoa học năm 1894.